# ميخائيل جونسون (لاعب كريكت)
ميخائيل جونسون (11 أغسطس 1988 ببرث في أستراليا - ) (بالإنجليزية: Michael Johnson)‏ هو لاعب كريكت أسترالي. لعب مع نادي مقاطعة ورسسترشاير للكريكيت ‏ وفريق غرب أستراليا للكريكت ‏.

## وصلات خارجية
- مايكل جونسون على موقع إي آس بي آن كريك إنفو (الإنجليزية)